# O Fantasma da Ópera (minissérie de 1991)
O Fantasma da Ópera era uma minissérie brasileira, escrita por Paulo Afonso de Lima e Jael Coaracy, com supervisão de Geraldo Vietri e direção de Del Rangel, Álvaro Fugulin, Atílio Riccó e direção geral de Del Rangel. Foi exibida na Rede Manchete, entre 15 de outubro a 29 de novembro de 1991 às 21h30. É uma adaptação da obra homônima de Gaston Leroux. A minissérie possui 37 capítulos.

## Elenco
- Carolina Ferraz - Cristina Andreatti
- Cláudio Marzo - Rodrigo Alfredo do Valle
- Sérgio Britto - Maestro Antônio Medeiros
- Tarcísio Filho - José Carlos Ribeiro
- Rosamaria Murtinho - Amália
- Edwin Luisi - Maestro Mário Baretti
- Andréa Richa - Celinha
- Jandira Martini - Marion Leik Fitzgerald
- Totia Meireles - Vera Gonzaga
- Cesar Pezzuoli - Dr. Machado
- Antônio Pitanga - operário do teatro
- Jece Valadão - João Noronha
- Ângela Vieira - Anabela Vasconcellos
- Hélio Souto - Gastão Andreatti
- Olívia Byington - Carlota Alencastro
- Mário Cardoso - Bruno
- Marcos Caruso - Ronald Figueiredo
- Ernesto Piccolo - Haroldo
- Fafy Siqueira - Izalete
- Maria Lúcia Dahl - Dra. Yolanda Lacerda
- Francisco Dantas - juiz civil
- Sônia Guedes - Zeni
- Monique Lafond - Tereza Fourton
- Daniela Aguiar - Luciana
- Rebeca Bueno - Lucinha
- Ronaldo Ciambroni
- Ariel Coelho - Otávio Pimenta
- Guilherme Corrêa - Braga
- Renato Coutinho - advogado
- Lourdes de Moraes - Magali
- Joyce de Oliveira - Clotilde
- Maria Helena Dias - Noêmia Ribeiro
- Carmem Figueira - mulher do Delegado Falcão
- Lafayette Galvão
- Isio Ghelman - Coelho
- Claudioney Penedo - Waldomiro